# Cowgirl's Prayer
Cowgirl's Prayer is het zeventiende studioalbum van de Amerikaanse countryartiest Emmylou Harris, uitgebracht op 28 september 1993 door Warner Bros. Records. Direct na het akoestische livealbum At the Ryman uit 1992, is Cowgirl's Prayer een verzameling van vergelijkbaar ingetogen materiaal (met een paar rocknummers, met name "High Powered Love", de eerste single van het album). Het album, dat uitkwam in een tijd waarin oudere artiesten van de country-radio-afspeellijsten werden geschrapt, kreeg ondanks positieve recensies weinig aandacht. De relatieve commerciële mislukking zou de katalysator zijn geweest voor Harris' besluit om van koers te veranderen en de hardere sound van haar volgende werk te gebruiken, te beginnen met het rockachtige Wrecking Ball uit 1995, waarmee Cowgirl's Prayer Harris' laatste mainstream countryalbum werd.
Ondanks het gebrek aan radio-uitzendingen kregen de begeleidende video's voor de drie singles van het album, "High Powered Love", het Cajun-thema "Crescent City" en Jesse Winchesters "Thanks to You", aanzienlijke aandacht op CMT.
De naam van het album is afgeleid van de eerste regel van het laatste nummer, "Say a Prayer for the cowgirl". In het originele lied "Ballad of the Absent Mare" van Leonard Cohen is het onderwerp een cowboy, maar voor de versie van Jennifer Warnes uit 1987 veranderde Cohen de naam van het lied in "Ballad of the Runaway Horse" en de hoofdpersoon in een cowgirl.